# Inga Ley
Inga Ley, (Breslau, Alemania imperial, 8 de marzo de 1916-Waldbröl, 29 de diciembre de 1942) nacida como Inga Úrsula Spilker, fue una mezzo-soprano y esposa de Robert Ley, líder sindical preponderante en el periodo de la preguerra de la Alemania nazi.

## Biografía
Nacida en 1916 en Breslau, Alemania imperial, Inga Úrsula Spilker fue una de las dos hijas del matrimonio compuesto por Max Spilker y su madre Lore Franziska Spilker (de soltera Kotz). Ambos eran cantantes reconocidos de ópera. Su hermana se llamaba Gilli; ambas recibieron educación musical, e Inga se formó como una mezzo-soprano.
En 1935, a sus 19 años, mientras actuaba en el Friedrichstadt-Palast, conoció al líder nazi Robert Ley, quien era 26 años mayor que ella y era responsable del proyecto «Fuerza por la Alegría» (Kraft durch Freude) y cercano al círculo íntimo de Adolf Hitler. Para ese entonces, Inga era una joven que destacaba por su talla, garbo y estampa ideal de la mujer aria, siendo además de una notable belleza que incluso impresionó a Hitler. En 1937, acompañó a Ley en un viaje de crucero de turismo a Italia y formalizaron su noviazgo. Se casaron el 20 de agosto de 1938 y su luna de miel la realizaron en el trasatlántico KS Robert Ley en marzo de 1939. Adolf Hitler
estuvo presente a bordo.
Robert Ley en la intimidad era un alcohólico violento y a menudo Inga Ley se refugiaba en el Berghof, la residencia de descanso de Hitler en Obersalzberg, siendo asidua visitante. Inga Ley desarrolló una gran admiración por Adolf Hitler, siendo mutuo el sentimiento. Algunas fuentes señalan que ambos desarrollaron un mutuo amor platónico.
En 1940, Hitler regaló al matrimonio Ley el equivalente a un millón de reichsmark para que desarrollaran una granja en Gut Rottland, Waldbröl, que incluía personal para cubrir sus necesidades. Hitler los visitaba al menos dos veces a la semana. La estancia incluía además una casa de huéspedes, por lo que a menudo eran visitados por celebridades políticas y artistas.
A partir de 1940, la salud de Inga Ley decayó debido a una recurrencia de colelitiasis dolorosas que la hicieron adicta a la morfina. En marzo de 1941, mientras ella estando embarazada de 6 meses, paseaba en un carruaje tirado por caballos cerca de una línea férrea. Estos se encabritaron al oír un silbato de tren, lanzando a su pasajera, y como consecuencia del golpe se provocó el nacimiento prematuro de su hija, a la que llamó Gloria. Los médicos la trataron con morfina fijando en ella una dependencia absoluta a la droga.
En mayo de 1942, fue ingresada a un sanatorio en San Remo, sin lograr desintoxicarse. La adicción la hizo muy dependiente emocionalmente de su marido y sufría de recurrentes depresiones y altibajos emocionales como producto de la dependencia. 
A la granja de Gut Rottland ingresaron trabajadores-esclavos rusos a mediados de 1942, y como una forma de autodefensa, a cada empleado de confianza se le suministró un revólver para uso en caso de agresión. Inga también recibió un arma.
El 29 de diciembre de 1942, su esposo Robert Ley debía viajar a Berlín, a los cuarteles de Hitler. Aparentemente ella no soportó el hecho de ver alejado a su marido, subió a su dormitorio y en un acto fulminante se descerrajó un tiro en la frente, falleciendo de inmediato. Cartas y escritos encontrados en su habitación demostraron que Inga Ley planificaba su suicidio desde hacía tiempo. Dejó dos hijos del matrimonio.